# Seznam egyptských výsadkových lodí

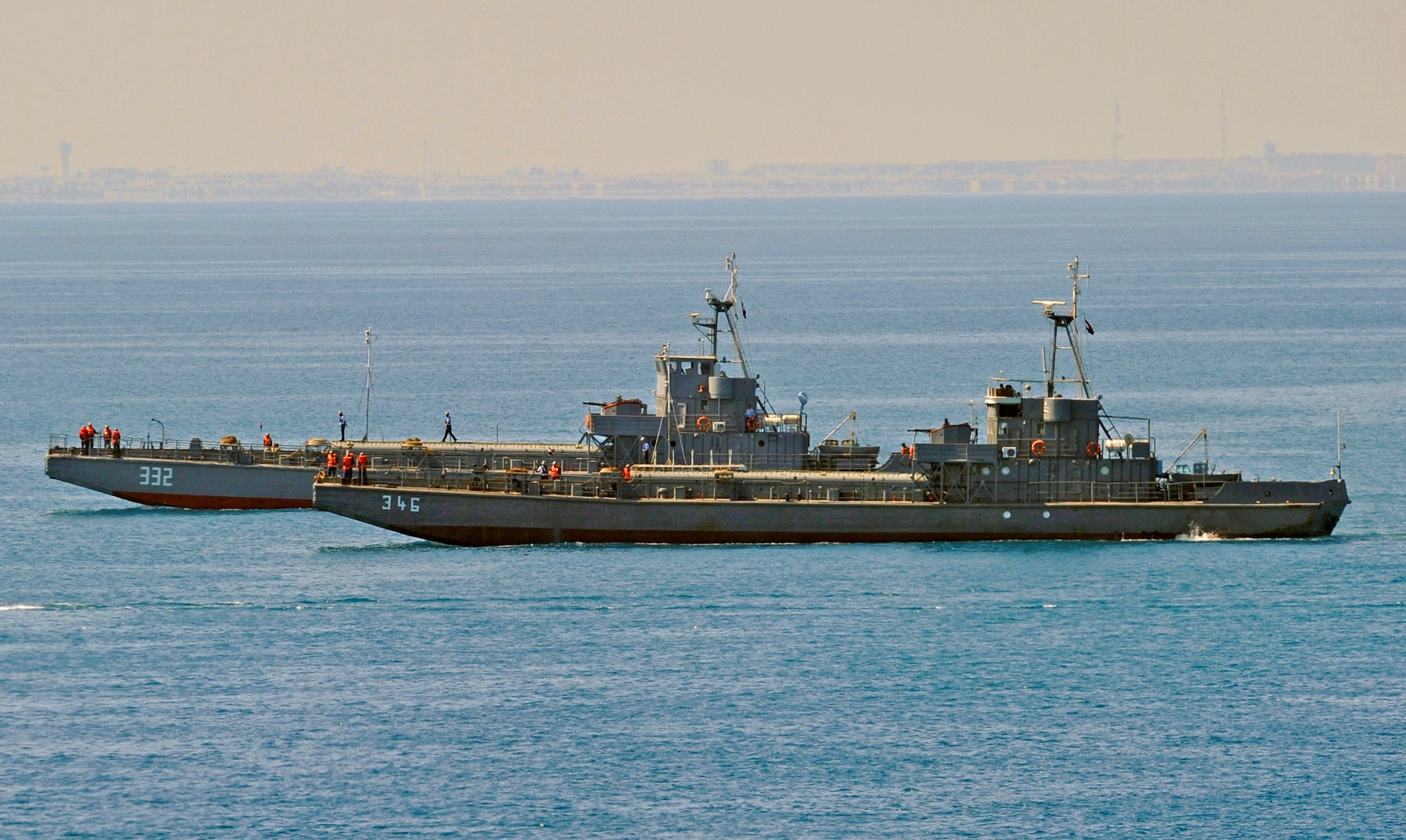
Čluny 332 a 346 třídy Vydra

Seznam egyptských výsadkových lodí obsahuje všechny výsadkové lodě a vyloďovací čluny objednané pro Egyptské námořnictvo.

## Vrtulníkové výsadkové lodě

### TřídaMistral
- Gamal Abdel Nasser (L1010)
- Anwar El Sadat (L1020)

## Tankové výsadkové lodě

### TřídaPolocny
- 301
- 303
- 305

## Vyloďovací čluny

### TřídaVydra
- 330
- 332
- 334
- 336
- 338
- 340
- 342
- 344
- 346

### TřídaEDA-R
- GN-011
- AS-021

### TřídaCTM-NG
- GN-012
- GN-013
- AS-022
- AS-023